# Myrmica hamulata
Myrmica hamulata är en myrart som beskrevs av Weber 1939. Myrmica hamulata ingår i släktet rödmyror, och familjen myror.

## Underarter
Arten delas in i följande underarter:
- M. h. hamulata
- M. h. trullicornis

## Bildgalleri

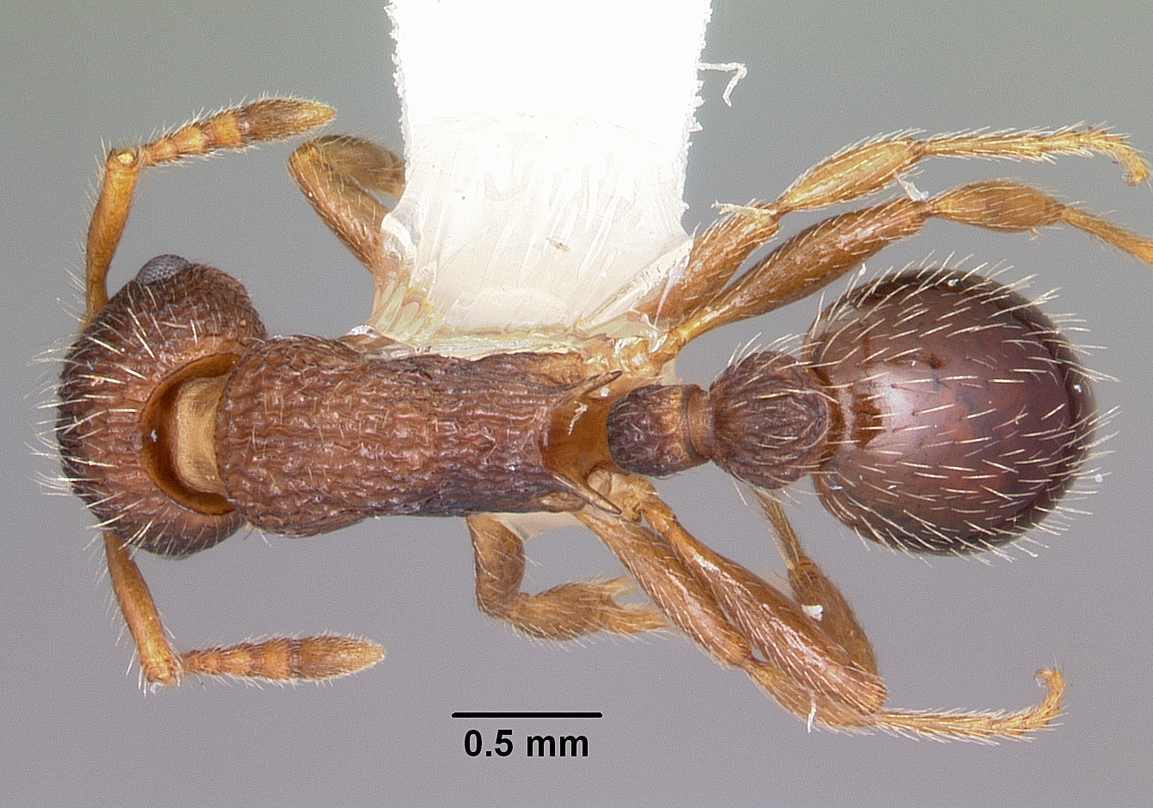
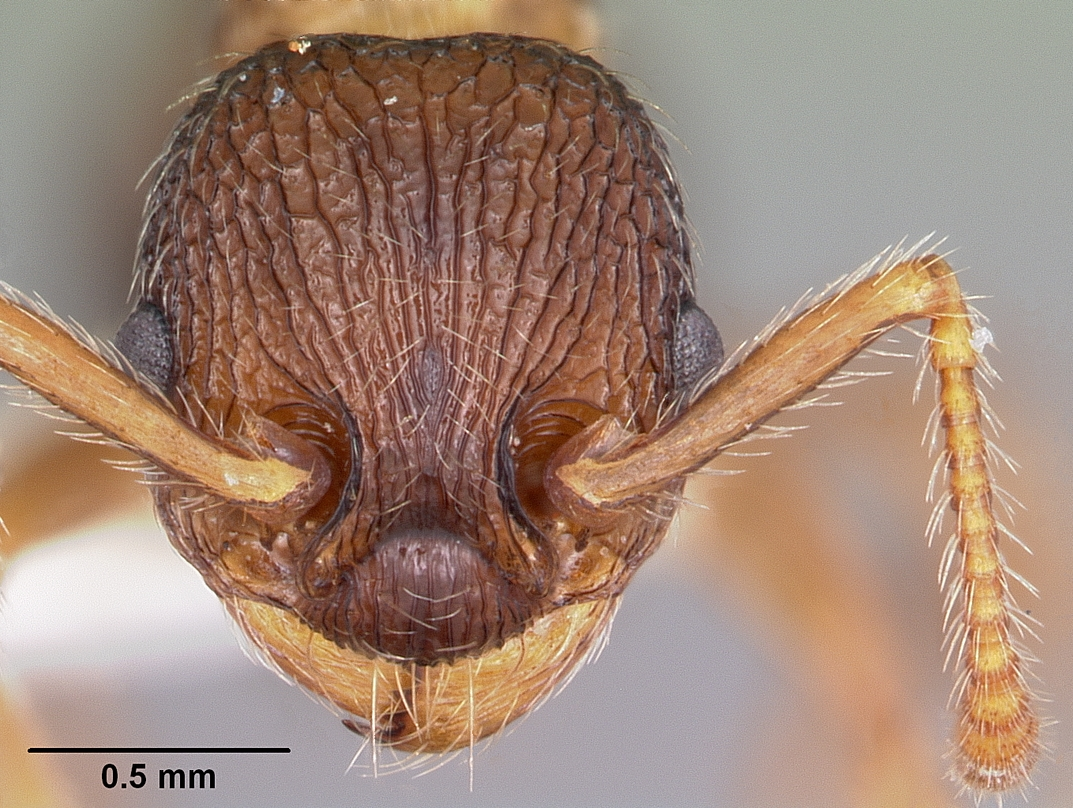
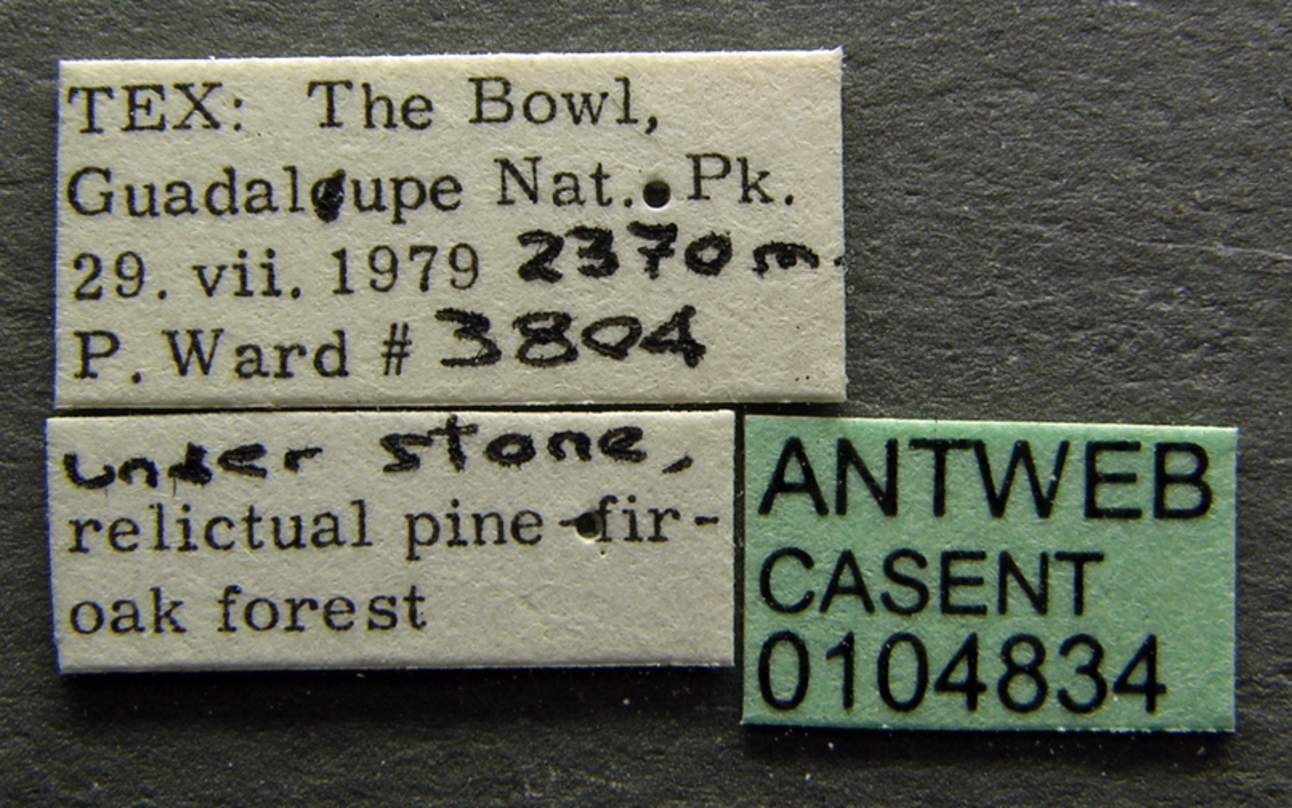
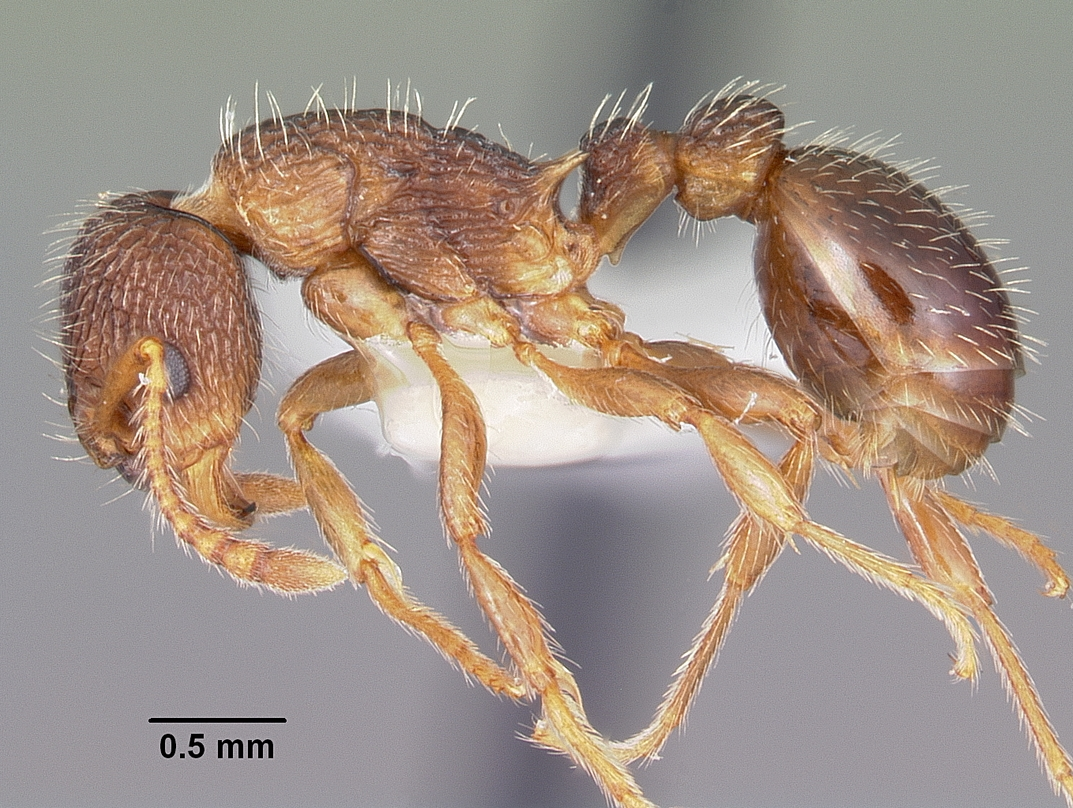